# Jacob Nettey
Jacob Nettey (25 de janeiro de 1976) é um ex-futebolista profissional ganês que atuava como defensor.

## Carreira
Jacob Nettey representou a Seleção Ganesa de Futebol nas Olimpíadas de 1996.